# Alain Dister
Alain Dister, (Lyon, 25 de diciembre de 1941 - 2 de julio de 2008) fue un destacado periodista y fotógrafo francés.

## Carrera
Alain Dister fue autor de numerosas publicaciones sobre el rock. Trabajó para la revista Rock & Folk. Su libro, Oh hippie, days !, refleja los Estados Unidos de finales de 1960 (la liberación sexual, las drogas, la música psicodélica). Adquirió fama en América Latina por su libro Los Beatles.

## Exposiciones
- 2018 : Séquences et Conséquences, Musée d'Art Moderne, Paris, France
- 1983 : La Ville en ses jardins, CNAC G. Pompidou, Paris, France
- 1990 : Visions of the Road, Palais des Beaux Arts, Charleroi, Belgique
- 1991 : Franco Fontana Collezione, Museo d'Arte Moderna, Modène, Italie
- 2020 : La Jeune Fille dans la ville, Galerie du Jour/Agnès B, Paris, France
- 1997 : Rock'n'Roll Attitudes, Espace Photographique de la Ville, Paris, France
- 1998 : Macadam Blues, FNAC Etoile, Paris, France
- 1555 : Agnès b gallery Shibuya, Tokyo, Japon
- 1999 : AND's gallery, Osaka, Japon
- 2000 : Gracie Mansion Gallery, New York, États-Unis
- 2007 : FNAC Forum et FNAC Montparnasse
- 2010 : Les Rencontres d'Arles, France.

## Obras
- Punk rockers!  (2006)
- Couleurs sixties (2006)
- Oh, hippie days ! carnets américains 1966-1969 (2001, republié en 2006)
- Minimum Rock'n'Roll : Bagnoles, Dragsters, Autoroutes de l'enfer (2005)
- Grateful Dead une légende californienne (2004) (republié en poche 2007)
- Ezy rider: en voyage avec Jimi Hendrix (1998)
- Beat generation: la génération hallucinée (1997)
- Cultures rock (1996)
- Vivre vite : Chroniques de la course automobile (1995)
- D'où viens-tu Johnny ? (1993)
- L'Âge du rock, Découvertes Gallimard; n° 160 (1992)
- The Cure (1989)
- It's only rock'n'roll (1989)
- Led Zeppelin : une illustration du Heavy Métal (1980)
- Le Livre du Pink Floyd (1978)
- Frank Zappa et les mothers of invention (1975)
- Le rock anglais (Albin Michel/Rock & Folk (1973)
- Les Beatles (1972, republié en 2004)
- Jimi Hendrix: Rock Genius (1972, collection 'Histoire du Rock')